# Ernst Kaltenbrunner
Ernst Kaltenbrunner (Ried im Innkreis, 4 de octubre de 1903-Núremberg, 15 de octubre de 1946) fue un abogado austriaco y primero Gruppenführer luego Obergruppenführer de las SS y criminal de guerra durante la Segunda Guerra Mundial. Fue uno de los principales artífices del Holocausto, la llamada solución final. Fue responsable de asesinatos en masa perpetrados por los Einsatzgruppen, de deportar a ciudadanos de países ocupados para trabajos forzados, de establecer campos de concentración y someter a sus reclusos a asesinatos en masa y a trabajo esclavo, de ejecutar a prisioneros de guerra y de perseguir a judíos y romaníes y a miembros de las iglesias. Fue sucesor de Reinhard Heydrich como jefe de la Oficina Central de Seguridad del Reich (RSHA), y por ello se convirtió en un íntimo colaborador del Reichsführer de las SS Heinrich Himmler desde 1943 hasta 1945, cuando terminó la Segunda Guerra Mundial.
Capturado por las tropas estadounidenses, fue puesto a disposición del Tribunal Militar Internacional, procesado durante los juicios de Núremberg y encontrado culpable de las acusaciones de crímenes de guerra y crímenes contra la humanidad. Fue condenado a muerte, siendo ejecutado en la horca el 15 de octubre de 1946.

## Biografía

### Primeros años
Kaltenbrunner nació el 4 de octubre de 1903 en Ried im Innkreis, conocido simplemente como Ried, en el norte de Austria, entonces parte del Imperio Austrohúngaro. Kaltenbrunner fue hijo de un abogado. Su familia era anticlerical y nacionalista y estaba en favor de una unión de Austria y Alemania. Para poder asistir a un Gymnasium (una escuela secundaria que prepara para la universidad) vivió temporalmente en una pensión. En el Gymnasium conoció a Adolf Eichmann. Después de la escuela, en 1921, empezó a estudiar Ingeniería Química. Durante sus estudios fue miembro de una Burschenschaft. En 1923 cambió de carrera debido ala vacancia en el bufete de su padre. Ahora estudió Derecho y se graduó en 1926 con un doctorado. Fue portavoz de su Burschenschaft y de los estudiantes nacionalistas. Además participó en manifestaciones anticlericales y antimarxistas. Durante sus estudios también trabajó por dos años como portador de carbón. De gran estatura, medía cerca de los dos metros, muy desconfiado, mostraba una personalidad exhaustivamente activa, era muy tenaz en sus gestiones y un verdadero perro de presa para sus adversarios. Además, tenía una cicatriz que lucía orgulloso y que le confería un aspecto aún más feroz. Fue muy temido por los dirigentes nazis en la cúspide de su breve carrera.
Después de sus estudios siguió el Referendariat, el período de prácticas para licenciados de derecho. Duró de 1926 a 1928 y Kaltenbrunner lo pasó en Linz y Salzburgo. Desde 1928 fue empleado de un bufete. Después de trabajar allí por un año, abrió su propio bufete. En 1928 se hizo miembro de un club gimnástico con miembros de extrema derecha y el año siguiente de la Heimwehr. El 18 de octubre de 1930 se hizo miembro de la sección austríaca del Partido Nacionalsocialista Obrero Alemán (NSDAP). El 8 de agosto de 1931 o el 31 de agosto de 1931 ingresó en la sección austríaca de las SS. Desde 1932 trabajó en el bufete de su padre, representando a otros nacionalsocialistas en los tribunales de forma gratuita. Después de la prohibición del NSDAP en Austria en junio de 1933, Kaltenbrunner siguió trabajando para el partido en la clandestinidad.
En enero de 1934 fue detenido por conspiración porque había tomado parte en actividades del NSDAP contra el gobierno de Engelbert Dollfuß. En el campo de prisioneros, al parecer, organizó una huelga de hambre que terminó con la liberación de 490 prisioneros del NSDAP. El 14 de enero de 1934, Kaltenbrunner se casó con Elisabeth Eder, también miembro del NSDAP, con quien tendría tres hijos, nacidos en 1935, 1937 y 1944. Además, junto con su amante Gisela Wolf tenía dos gemelos, que nacieron en 1945.
El 25 de julio de 1934 tuvo lugar en Austria el fallido golpe de Estado de julio, perpetrado por los nacionalsocialistas. Kaltenbrunner o había tomado parte en el golpe de Estado o fue acusado de haber tomado parte o no había tomado parte. Al parecer, «no se obtuvieron pruebas concluyentes contra él.» Sea como sea, pasó unos meses en prisión. También perdió el permiso para trabajar como abogado. Fue liberado de prisión en 1935. Desde 1934, 1935 o 1937 fue jefe de la división austríaca de las SS. Entre 1936 y 1938 el trabajo para las SS fue su principal trabajo.
Participó activamente en la anexión de Austria (Anschluss) a la Alemania nazi, que tuvo lugar el 12 de marzo de 1938, empezando a trabajar en 1937 junto con Arthur Seyß-Inquart para este fin. Porque había participado en la preparación del Anschluss, el 2 de marzo de 1938 fue nombrado ministro de Seguridad del Estado de Austria. Entre 1938 y 1939, hasta la disolución del Gobierno de Austria, Kaltenbrunner participó en la organización de la Gestapo en Austria, en la construcción del campo de concentración de Mauthausen y en la persecución de los judíos.

### Segunda Guerra Mundial

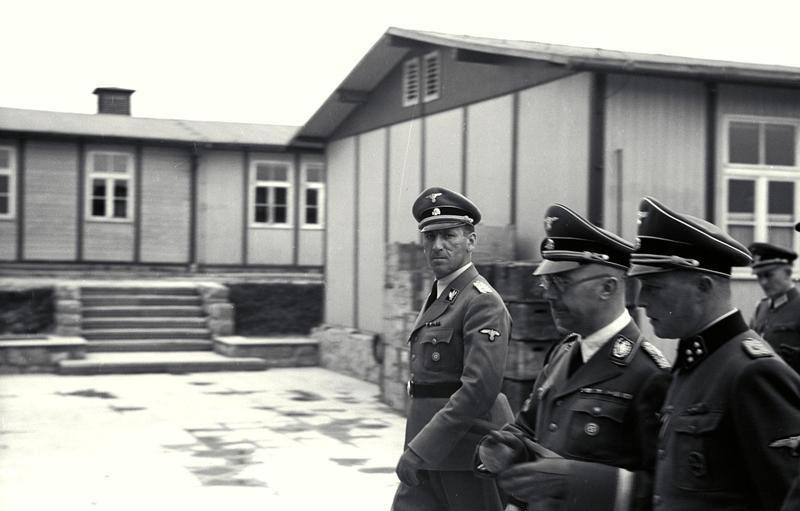
Kaltenbrunner junto a Heinrich Himmler en una visita al campo de concentración de Mauthausen. Fotografía sacada por Francisco Boix, que luego serviría de prueba en los juicios de Núremberg para incriminar a Kaltenbrunner y otros jefes nazis.

Reinhard Heydrich fue asesinado en Praga en 1942 en el marco de la Operación Antropoide, quedando vacantes sus cargos. Por ello, el 30 de enero de 1943 Kaltenbrunner asumió la jefatura de la Oficina Central de Seguridad del Reich (RSHA) y del Sicherheitsdienst (SD), recibiendo el grado de general y convirtiéndose así en mano derecha de Heinrich Himmler. Ahora Kaltenbrunner controló la Gestapo (la Policía secreta) y los campos de concentración y fue responsable de llevar a cabo el Holocausto y del asesinato de prisioneros de guerra.
Además ocupó la presidencia de la Interpol, de la que Heydrich también había sido presidente hasta su muerte. Al ocupar el cargo, las comparaciones no pudieron evitarse, si bien no demostró ser más astuto e inteligente que Reinhard Heydrich, sí era un incansable perseguidor de objetivos; su tenacidad e incisiva gestión incluyó incluso el intento de asesinato del médico personal y protegido de su superior, el doctor Felix Kersten por sospechas de traición y colaboracionismo con la resistencia.
Tras el intento de atentado contra Hitler el 20 de julio de 1944 ejecutado por Claus von Stauffenberg, Kaltenbrunner acumuló más poder por haber sido él el responsable de las investigaciones ejecutivas y posteriores detenciones de los culpables, obteniendo el reconocimiento personal del Führer. Fue responsable directo de las ejecuciones del pastor Dietrich Bonhoeffer, sus cuñados Hans von Dohnanyi y Rüdiger Schleicher y toda la plana mayor del complot, como el almirante Wilhelm Canaris.
En diciembre de 1944 recibió la Cruz de Caballero de la Cruz al mérito de guerra con espadas (Ritterkreuz des Kriegsverdienstkreuzes mit Schwertern) como premio por sus servicios al Reich. El 18 de abril de 1945, con la debacle militar de Alemania en la guerra, Himmler nombró a Kaltenbrunner comandante en jefe de las fuerzas alemanas que quedaban en el sur de Europa. Kaltenbrunner reorganizó sus agencias de inteligencia como una red secreta bajo tierra. Además, dividió los subcomandos de Otto Skorzeny (jefe de las unidades de sabotaje) y los de Wilhelm Waneck, que se mantuvo en contacto no sólo con Kaltenbrunner y otros centros en Alemania, sino también con el resto de agentes en las capitales del sur de Europa.

### Juicios de Núremberg

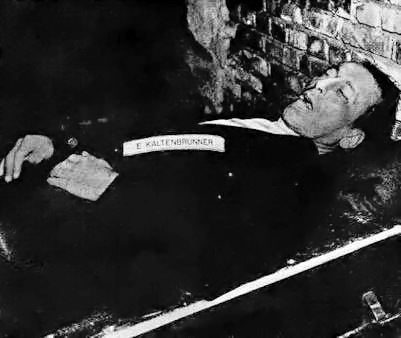
Kaltenbrunner tras ser ejecutado, el 16 de octubre de 1946.

Detenido el 15 de mayo de 1945 por fuerzas de EE. UU., fue puesto a disposición del Tribunal Militar Internacional y sería juzgado en los juicios de Núremberg. 
Kaltenbrunner fue imputado por implicación en las SS y las policías como Jefe de seguridad del Reich y los organismos de seguridad SD desde 1943, su conocimiento de la existencia de campos de concentración, en especial del Campo de concentración de Lublin, su conocimiento de las actividades de los mismos, su vinculación y subordinación con Müller y Himmler y las órdenes ejecutivas emanadas en el genocidio y firmadas por Kaltenbrunner y las acciones de los Einsatzgruppen. Negó sus responsabilidades, alegó obediencia debida y negó ejercicio de sus poderes como jefe de la Oficina Central de Seguridad del Reich frente a los cargos imputados y las atrocidades cometidas en los campos de concentración y a las que se agregó las acciones en el Gueto de Varsovia y sus consecuencias.
Kaltenbrunner alegó desconocimiento de su papel ejecutivo y que se usó sin su consentimiento su nombre impreso para validar  órdenes de ejecución y asesinato en masa, también alegó increíblemente que reclamó o protestó enérgicamente ante Hitler y Himmler el nivel al que habían llegado los crímenes lesa humanidad en el Reich .
En este sentido, las fotografías presentadas por el testigo español y excombatiente republicano Francisco Boix en Núremberg mostraban a Kaltenbrunner visitando el campo de Mauthausen y resultaban una prueba de hasta qué punto había estado implicado directamente en algunos de los aspectos más siniestros de las políticas nazis. Por otro lado, muchos de los cargos y acusaciones formuladas en su contra lo eran por el legado en actividad de las anteriores gestiones del difunto Reinhard Heydrich. Y como jefe de la Oficina Central de Seguridad del Reich ello implicaba que tuviera directo conocimiento o responsabilidad de otro gran número de crímenes e incidentes, como los siguientes:
- El asesinato en masa de civiles en los territorios ocupados a manos de los Einsatzgruppen.
- La deportación de ciudadanos de los países ocupados para realizar trabajos forzados[5] y las condiciones de estos trabajos forzados.
- La ejecución de 12 comandos y 15 paracaidistas capturados, como también la protección de los civiles que lincharon a aviadores aliados derribados.
- La deportación de civiles de países ocupados a Alemania para ser juzgados en secreto y fusilados.
- La ejecución y confinamiento de personas en campos de concentración por los delitos presuntamente cometidos por sus familiares.
- La incautación y expolio de bienes públicos y privados.
- El asesinato de prisioneros en las cárceles de la Gestapo y la SD.

El 1 de octubre de 1946 el "vasallo de Himmler" fue condenado a morir en la horca por los cargos de crímenes contra la humanidad y crímenes de guerra. La sentencia se ejecutó el 15 de octubre. Su ejecución fue lenta y dificultosa debido a la altura excepcional del prisionero (1,94 m).
Su cuerpo fue incinerado en el Cementerio del Este de Múnich y las cenizas esparcidas en un afluente del río Isar.